# L. Leth Laursen
Laurids Leth Laursen (24. maj 1915 – 20. april 1989) var en dansk politiker. Han var i perioden 1982 til sin død i 1989 borgmester i Hadsten Kommune, valgt for Konservative Folkeparti. Indtil han overtog borgmesterposten, var han politimester (landbetjent) i Hadsten. Efter sin død blev posten overtaget af daværende 1. viceborgmester Carl Johan Rasmussen (A), der efter valget i 1989 blev valgt som hans efterfølger. Leth Laursen er begravet på Sankt Pauls Kirkes kirkegård.

## Politisk karriere
Leth Laursen blev første gang valgt ind i kommunalbestyrelsen i 1962 i den daværende Galten-Vissing Kommune, i øvrigt året for Hadsten Bys 100 års jubilæum. Leth Laursen nåede inden sin død at blive æresmedlem af den Konservative lokalforening i Hadsten Kommune.